# Statler y Waldorf
Statler y Waldorf son una pareja de personajes de Los Muppets. Son dos ancianos de tono desagradable y socarrón que siempre aparecen sentados en el palco de un teatro. Desde allí, son especialmente crueles ridiculizando los chistes de Fozzie el oso.
Han aparecido en todos los episodios de Los Muppets (menos uno) y protagonizaron, entre 2005 y 2006, su propia webserie: Statler and Waldorf: From the Balcony.
Creados por Jim Henson, los personajes han aparecido en una variedad de películas y producciones televisivas dentro de la franquicia de los Muppets. Statler y Waldorf llevan el nombre de dos hoteles emblemáticos de la ciudad de Nueva York, el Statler Hilton y el Waldorf-Astoria.